# 美娘焦掌贝
美娘焦掌贝（学名：Palmadusta saulae）又稱美娘宝螺（Cypraea saulae），为宝贝科焦掌贝属的动物。分布于日本、菲律宾、印度尼西亚、巴布亚新几内亚、所罗门群岛至澳大利亚，也見於台湾岛及中国大陆的海南等地，属于暖海产。牠們常栖息于浅海，常在珊瑚礁下生活。该物种的模式产地在菲律宾马尼拉。